# Orenda PS.13 Iroquois
L'Orenda PS.13 Iroquois était un turboréacteur évolué conçu pour un usage militaire. Dérivé du TR.4 Chinook, il fut développé par le motoriste canadien Orenda Engines (en), filiale du groupe Avro. Destiné à propulser l'intercepteur tout-temps CF-105 Arrow, qui devait succéder au CF-100 Canuck, son développement fut stoppé en même temps que celui de l'avion qu'il devait propulser, en février 1959.

## Historique

### Conception
Pour le projet du CF-105 Arrow, la compagnie Avro Canada avait à l'origine décidé de choisir un parmi trois moteurs, tous d'origine et de conception britanniques : le Rolls-Royce RB.106, le Bristol B0l.4 Olympus, ou une version produite sous licence de ce dernier, le Curtiss-Wright J67. Le RB.106 et le J67 furent respectivement choisis comme moteur principal et de secours pour le projet d'avion alors sur les planches à dessin. Toutefois, les deux moteurs virent leur développement abandonné pendant que celui de l'Arrow était toujours en cours. Le stade de développement de l'avion était déjà trop avancé pour se rabattre sur le moteur Olympus. Orenda Engines apporta alors une réponse rapide et bienvenue, avec son concept désigné « PS.13 Iroquois ».
De manière générale, la conception du PS.13 était globalement similaire à celle du RB.106, utilisant une architecture à double corps (« Two-spool ») avec des sections de compresseur à haute et basse pression différenciées, pour une plus grande efficacité. Le nouveau moteur était cependant légèrement différent de son concurrent par le fait qu'il était plus puissant, en particulier lorsque sa postcombustion était allumée. En parallèle, sa conception était en fait très novatrice pour l'époque, le moteur incorporant de nombreuses nouvelles solutions techniques visant à simplifier sa construction et limiter son poids. Ce fut ainsi qu'Orenda inaugura l'apparition du titane dans les turboréacteurs, ce dernier représentant 20 % du poids de l'Iroquois, présent essentiellement dans les pales du compresseur. Le titane offre l'avantage d'un poids réduit, d'une grande solidité et d'une haute résistance aux fortes températures et à la corrosion. Il fut estimé que le moteur était environ 386 kg plus léger que s'il avait été intégralement conçu avec les matériaux usuels de son époque (essentiellement à base d'aciers). Malheureusement, au début des années 1950, ce métal n'était que peu disponible, et le manque de connaissances au sujet de ses propriétés physiques et de son processus de fabrication posèrent certains problèmes qui restaient à surmonter. Il était également très cher, en comparaison d'autres matériaux plus communs, comme l'aluminium ou l'acier.
Il fut constaté que si les différentes pièces du moteur pouvaient être conçues avec du titane, la structure de support du moteur pouvait également être allégée, en raison de contraintes diminuées à l'intérieur de celui-ci, ce qui mènerait à un gain de poids encore plus important en général. D'autres éléments, comme les carénages de réducteurs furent conçus avec un alliage de magnésium. De l'Inconel fut utilisé pour fabriquer les aubes de la turbine basse pression du moteur et dans la plaque d'isolation thermique située à l'arrière du moteur. Cet alliage de nickel et de chrome résistant à la chaleur conserve sa solidité aux hautes températures et résiste à l'oxydation et à la corrosion. La raison principale de l'emploi de ces matériaux évolués fut de réduire le poids et d'améliorer la performance, permettant ainsi de créer un moteur avec un ratio poussée/poids de 5 : 1 qui pourrait produire une poussée à sec de 85,63 kN au niveau de la mer (115,63 kN avec la postcombustion).
La conception, le développement et la fabrication d'un moteur aussi avancé furent réalisés en un temps incroyablement court par l'équipe d'Orenda. La conception commença en septembre 1953, et les premiers dessins furent esquissés en janvier 1954 Le concept final fut achevé en mai 1954, et la première mise en route eut lieu le 15 décembre 1954. Le test de puissance de 50 heures fut effectué le 24 juin 1956 et le premier allumage de la postcombustion fut effectué le 3 juin 1956. Le 19 septembre 1956 le moteur avait déjà accumulé 1 000 heures de fonctionnement sur banc d'essais et il fut envoyé subir des tests de grand froid dès le 15 février 1957. Le 22 avril 1957 le moteur fut envoyé au N.A.C.A. (NASA) pour des tests à haute altitude, et le 27 juillet de la même année le moteur avait déjà accumulé 100 heures de tests dans ces conditions. Un test de démonstration à plus de 10 tonnes de poussée fut effectué le 1er novembre 1957, les essais suivants ayant eu lieu avec l'aide d'un bombardier B-47 spécifiquement préparé.
Le moteur précédent, l’Orenda 9, avait plus de pièces et produisait moins de poussée. Pour exemple, il avait une masse de 1 160 kg et produisait 28,27 kN de poussée statique, alors que l’Iroquois avait une masse de 2 675 kg mais avait déjà réussi à produire une poussée statique au décollage avec postcombustion de 133,45 kN (l’Orenda 9 n'avait pas de postcombustion).
L'Iroquois fut l'un des moteurs les plus puissants au monde à son époque d'apparition, taré à une poussée de 85,6 kN à sec et de 111 kN avec la postcombustion. Il avait été aérodynamiquement étudié pour atteindre le maximum de ses performances à 15 200 m d'altitude et à une vitesse de Mach 2,0.

### Tests

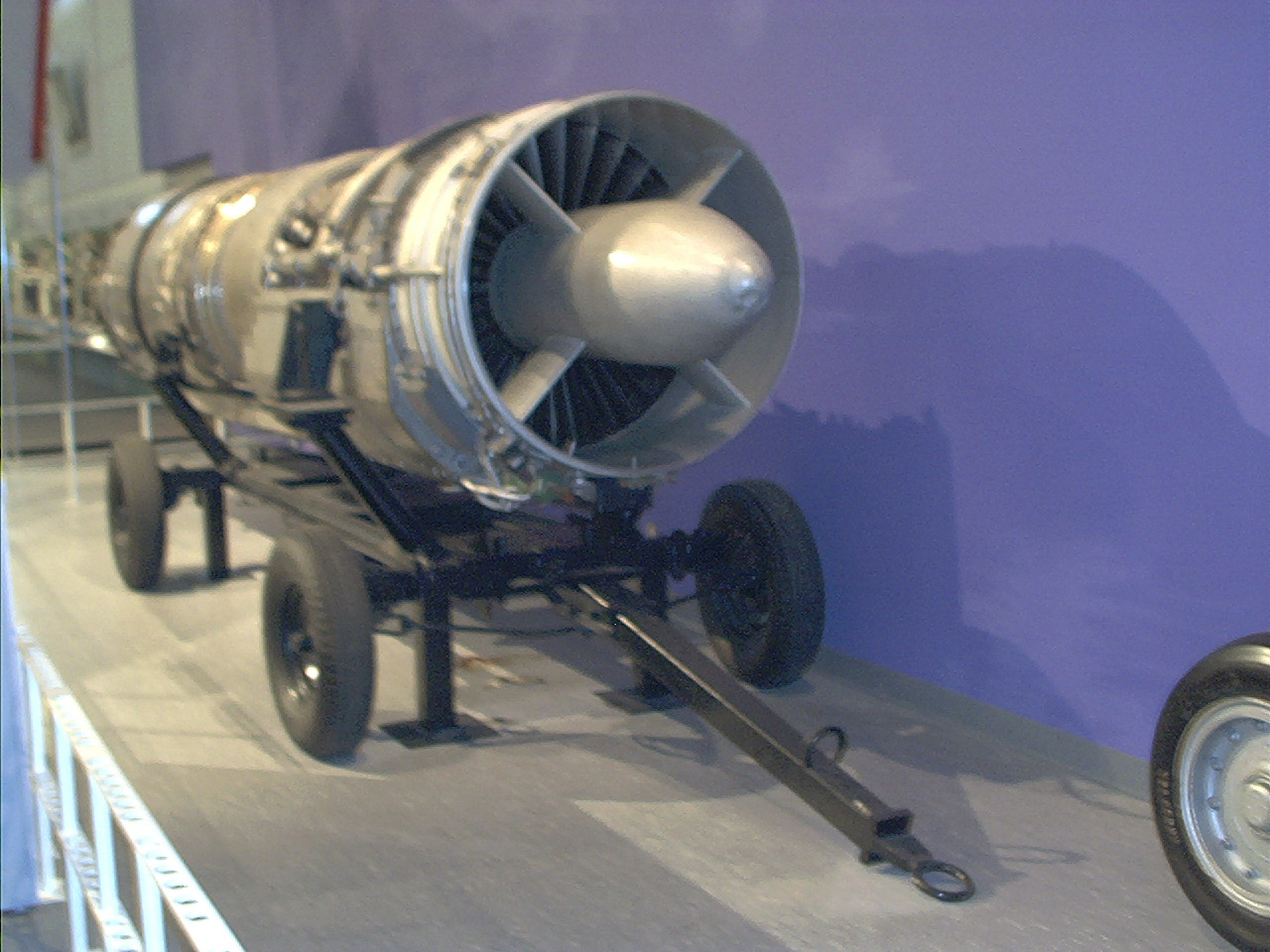
Un Orenda PS.13 sur son chariot de manutention.

Les tests en soufflerie démontrèrent le bon fonctionnement du moteur sous des températures d'admission d'air élevées et pendant de longues périodes. Il fut également parfaitement capable de redémarrer plusieurs fois jusqu'à des altitudes de 18 290 m, la limite maximale que pouvait recréer le tunnel.
En 1958, L'iroquois avait déjà effectué plus de 5 000 heures de fonctionnement au sol, et plusieurs autres milliers d'heures avaient été également passées à tester les composants principaux du moteur aux centres d'essais d'Orenda à Nobel, près de Parry Sound, en Ontario.
En 1956, un Boeing B-47 Stratojet américain fut prêté à la Royal Canadian Air Force Afin d'effectuer des essais en vol de l’Iroquois avant de l'installer dans le CF-105. Canadair, le sous-contractant, attacha un Iroquois au côté droit de l'arrière du fuselage du bombardier, près de la dérive, simplement parce-qu'il n'y avait aucune autre place disponible pour le fixer. Le premier vol eut lieu le 13 novembre 1957. Désigné « CL-52 » par Canadair, cet avion fut un cauchemar à piloter, du fait de la poussée asymétrique ainsi créée, qui posait de gros problèmes de contrôle en vol. Après l'abandon du projet de l'Arrow, le B-47B/CL-52, qui avait accumulé environ 352 heures de vols de tests, fut renvoyé aux États-Unis puis démoli. Le CL-52 fut l'unique B-47 à avoir été utilisé par une force étrangère à celle des États-Unis.
Après quelque 7 000 heures de tests de développement, incluant des tests jusqu'à une altitude simulée de 21 300 m et une vitesse de Mach 2,3, le programme fut abandonné, en même temps que l'Arrow, le 20 février 1959.

## Caractéristiques
Le PS.13 Iroquois est un turboréacteur à double corps et deux compresseurs axiaux séparés, pour un total de 10 étages de compression. La chambre de combustion est de type annulaire à haute vélocité avec 32 brûleurs vaporisateurs en amont. La turbine à haute pression est à un seul étage et celle à basse pression est à deux étages. L'ensemble est suivi d'une postcombustion contenant 60 buses à débit variable. Le diamètre du moteur, sans ses accessoires, est de 1 066,8 mm, et de 1 193,8 mm au niveau de sa postcombustion. Le débit d'air est approximativement de 190,50 kg/s et de taux de compression est de 8 : 1.
Le ratio poussée/poids de 5 : 1 ne fut pas significativement dépassé jusqu'à l'apparition du Pratt & Whitney F100 des premières versions du F-15 et du F-16 à la fin des années 1960.
Un développement très intensif fut à l'origine de grandes avancées dans la conception de chambres de combustion et d'une postcombustion pouvant tolérer de telles puissances de fonctionnement. De même, les roulements principaux du moteur fonctionnaient à des températures bien plus basses que l'air qui les entourait. L'équipement externe du moteur incluait des pompes à carburant à entraînement pneumatique et des contrôles hydromécaniques de chez Lucas-Rotax, des allumeurs et un démarreur pneumatique AiResearch. Le réservoir de lubrifiant avait une capacité de 22,73 litres et la consommation maximale en huile du moteur était de 1,70 l/h. Dans l'Arrow, il n'y avait aucun pare-feu transversal : le flux d'air autour du moteur était supersonique et les accessoires étaient protégés en étant dissimulés à l'intérieur du carénage du compresseur,. La partie avant du moteur était protégée du givrage par de l'air chaud prélevé au niveau des compresseurs, procédé assez classique dans ce domaine. Le moteur ayant été prévu pour fonctionner à hautes vitesses, il créait une traînée aérodynamique importante lorsqu'il était en-dessous de Mach 1,0, et la tuyère d'éjection des gaz dut être particulièrement travaillée pour compenser ce problème, en laissant passer l'air à grande vitesse sur l'extérieur du moteur.

## Exemplaires conservés
Le Canada Aviation and Space Museum, à Ottawa, détient la section avant (nez + cockpit) de l’Arrow RL 206, en plus de nombreuses autres pièces d'ailes et de fuselage, ainsi qu'un Iroquois-2 complet, numéro de série 117. Un exemplaire de l'Iroquois-1 est visible au Canadian Warplane Heritage Museum, à Mount Hope, près d'Hamilton, en Ontario. Un autre Iroquois-2 est en possession d'un collectionneur privé à Fort St. John, en Colombie Britannique.